# Uraniborg

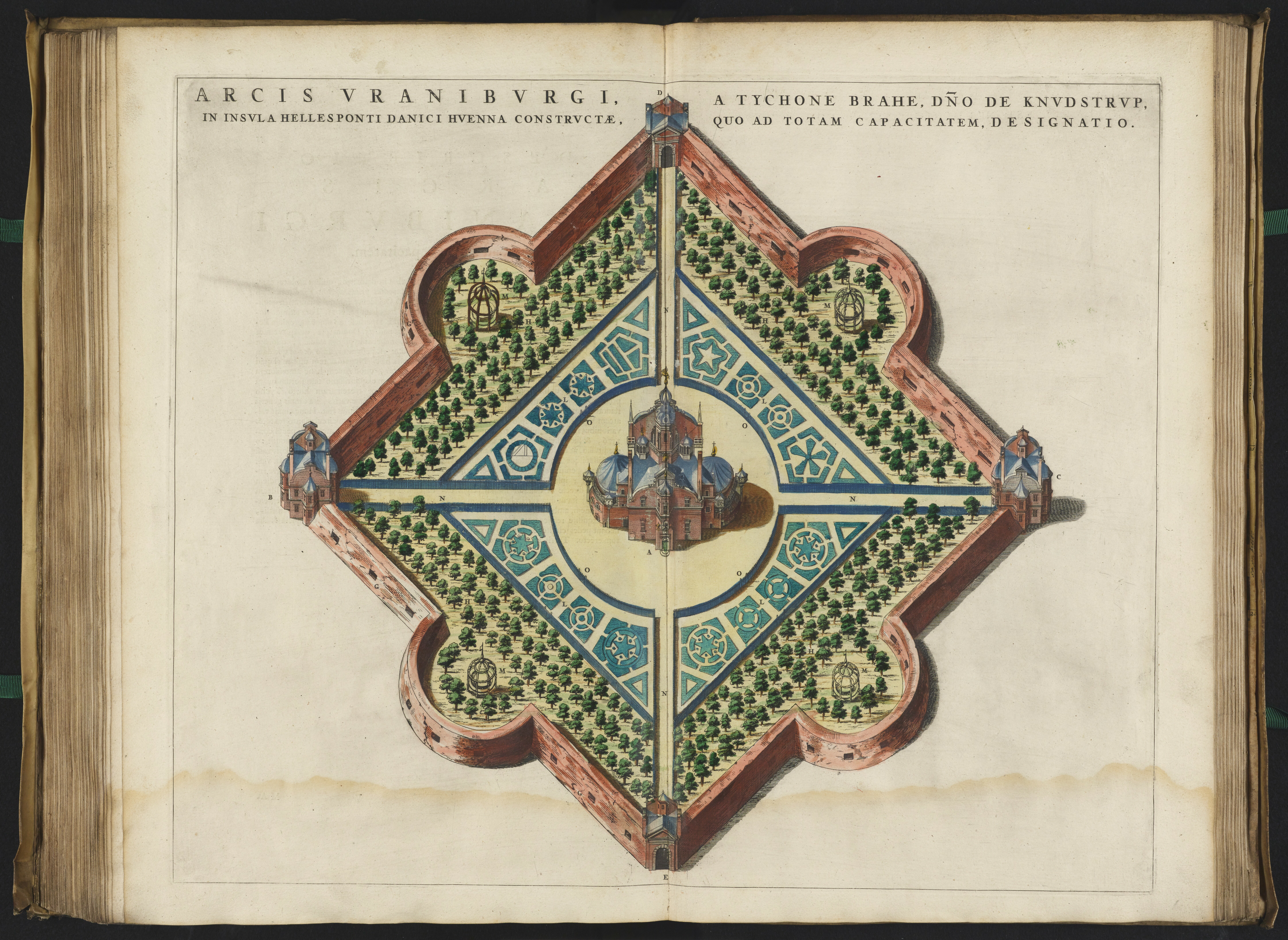
Ingekleurde gravure van het slot uit Brahes Astronomiae instauratae mechanica (1598).

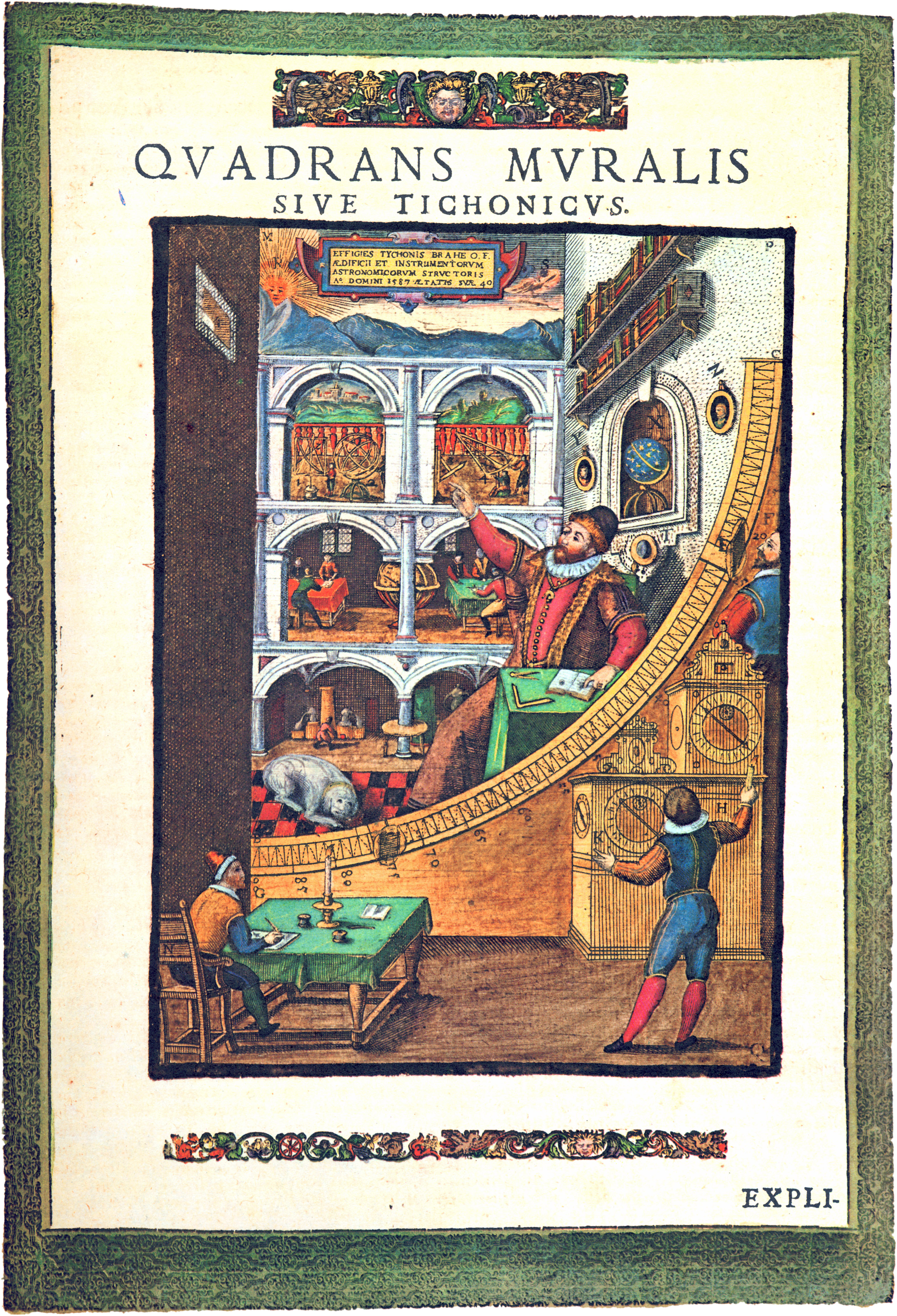
Ingekleurde gravure van het muurquadrant uit Brahes Astronomiae instauratae mechanica (1598).

Uraniborg (Zweeds) of Uranienborg (Deens) was een kasteel met een sterrenwacht en een groots opgezet wandelpark, gebouwd tussen 1576 en 1581 voor de Deense astronoom Tycho Brahe, op Ven, een klein eiland in de Sont tussen Seeland en Skåne. Dit eiland was hem door koning Frederik II van Denemarken ter beschikking gesteld voor zijn wetenschappelijke proeven. De architect van het slot was de Vlaamse bouwmeester Hans van Steenwinckel de Oude. De beeldhouwer Johan Gregor van der Schardt verzorgde de uitbundige aankleding met ornamenten en de grote fontein van het slot werd ontworpen door Georg Labenwolf.
Na voltooiing en ingebruikname van het astronomische observatorium bleken de gevoelige instrumenten in de torens te veel te bewegen in de wind, waarna naast Uraniborg het half ondergrondse Stjerneborg werd gebouwd.

## Gebouw
Het observatorium was opgedragen aan Urania, de muze van de sterrenkunde in de Griekse mythologie. Het vierkante grondvlak van het terrein werd als een kompasroos aangelegd met de hoeken in de vier windrichtingen. De eerste steen van het 15 bij 15 meter grote gebouw werd op 8 augustus 1576 gelegd. In oktober 1581 was het woongedeelte gereed en trok het gezin Brahe erin. Het was de eerste sterrenwacht die speciaal voor dat doel was gebouwd, en meteen de laatste zonder telescoop als het voornaamste instrument. Uraniborg beschikte over een globe, een armillarium, een grote muurkwadrant en verschillende sextanten. In de kelder bevond zich een laboratorium voor alchemie. Op de top van de hoogste toren, bijna 18 meter hoog, stond een goudkleurige windvaan met een beeltenis van Pegasus en een systeem om de geldende windrichting ook binnenshuis aan te geven. Het motto van Tycho Brahe was boven de toegangspoort aangebracht: Nec fasces nec opes sola artis sceptra perennant: Noch macht, noch rijkdom, doch slechts de kunsten en de wetenschap beklijven.

## Gebruik
Verschillende wetenschappers bezochten Uraniborg in de jaren van bloei, onder wie Adriaan Metius. Sommigen bleven enkele weken om ideeën uit te wisselen, anderen bleven jaren en gingen deel uitmaken van het huishouden. Soms liet Brahe zijn mensen in het grote Uraniborg en die in het kleinere Stjerneborg hetzelfde verschijnsel onderzoeken zonder dat ze van elkaars werk op de hoogte waren, zodat hij hun resultaten onafhankelijk van elkaar kon vergelijken. In de tuinen werden bloemen gekweekt en kruiden verbouwd.
Tycho Brahe verliet Uraniborg in de zomer van 1597, en het gebouw werd in 1601 gesloopt, nadat hij in onmin met de nieuwe koning Christiaan IV was geraakt en het land had verlaten. In de 20e eeuw werden voorstellen gedaan om een deel weer te restaureren. Vanaf de jaren 1950 zijn er verschillende werkzaamheden uitgevoerd om de resterende bebouwing en het park toegankelijk te maken voor bezoekers. Stjerneborg is nu het Tycho Brahe Museum.
Brahes leerling Longomontanus bouwde ter vervanging van het verdwenen observatorium in 1642 in Kopenhagen de Rundetårn, thans de oudste sterrenwacht van Europa.